# .357 Magnum

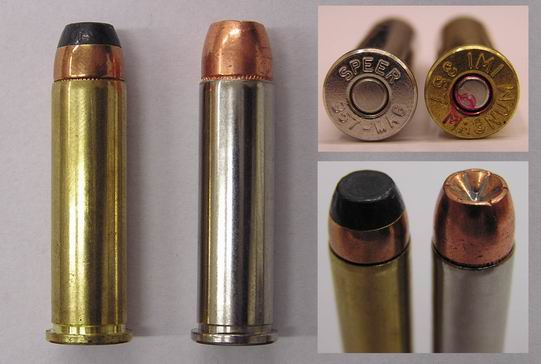
Náboje .357 Magnum

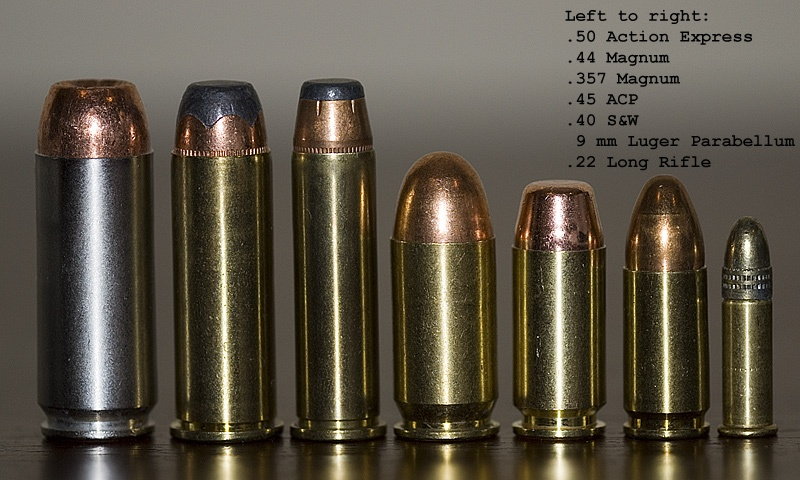
Porovnání některých nábojů. .357 magnum třetí zleva.

.357 Magnum je revolverový náboj vytvořený pány Elmer Keith a Phillip Sharpe a výrobcem zbraní Smith & Wesson. Tento náboj byl odvozen od náboje .38 Special (taktéž vyvinut firmou Smith & Wesson). Náboj .357 magnum byl představen v roce 1934 a dnes je velmi rozšířený.
.357 Magnum byl vyvíjen uprostřed 30. let 20. st. jako přímá odpověď na náboj .38 Super Automatic od firmy Colt. V té době byl náboj .38 Super jediným pistolovým nábojem použitelným pokud se někdo kryl za automobilem nebo proti prvním neprůstřelným vestám.
Aby se Smith & Wesson znovu stal vedoucím výrobcem zbraní v této oblasti, tak vyvinul náboj .357 magnum. ten byl vyvinut z náboje .38 Special. Došlo ke změně množství prachové náplně (zvýšení) a prodloužení nábojnice. Důvodem k prodloužení nábojnice bylo to, aby nebylo možné nabít tento nový silnější náboj do zbraní komorovaných na náboj .38 Special. Takováto záměna by mohla být velmi nebezpečná pro střelce a jeho okolí a navíc by měla velmi negativní vliv na životnost zbraně.
Tento náboj je mnohými považován jako excelentní náboj pro sebeobranu díky svým zastavovacím schopnostem.
Výzkum týkající se terminální balistiky provedený Marshall & Sanow ukázal vysokou pravděpodobnost zastavení útočníka jedním výstřelem. Nicméně, tento náboj působí velký zdvih zbraně a zpětný ráz (zejména u zbraní s kratší hlavní), který někteří střelci (slabší konstituce nebo méně trénovaní) nemusí být schopni zvládnout.

## Výkon
Jedná se o náboj s okolkem, metrické označení je 9 x 33 R. Výkon tohoto náboje se stejně jako u jiných může velmi lišit. Obvykle se pohybuje mezi 700 a 800 jouly. Úsťová rychlost bývá 380 až 500 m/s.

## Synonyma názvu
- .357
- 357
- .357 mag
- .357 Remington Magnum
- .357 S&W Magnum
- .357 Mangle'em (slang)
- 9x33mmR (European designation)